# W (휴대 전화)
W는 SK텔레시스(SK Telesys)의 휴대 전화 브랜드이다.

## 수익성 약화로 인한 SK그룹과 SK텔레시스의 휴대 전화 생산 사업 갈등
- SK텔레시스의 휴대폰 제조사업 중단 루머가 있었다. 이 루머는 SK그룹에서 일방적으로 발표한 경영 회의의 내용 중 한 가지가 보도된 것으로 밝혀졌으며, SK텔레시스는 휴대전화 사업은 계속될 것이라고 부인하였다.[1]

## 휴대 전화 제조 중단
최근 여러 언론사에서는 SK텔레시스의 직접적인 발표는 없었으나, SK그룹에서는 SK텔레시스의 브랜드 W사업 중 제조부분을 중단하기로 결정하였다고 보도하였다.